# Jens Daglykke
Jens Daglykke er en dansk stumfilm fra 1914, der er instrueret af Sofus Wolder efter manuskript af Arvid Ringheim.

## Handling
Denne artikel mangler et handlingsreferat. Hjælp os med at skrive det.